# Iram dels pilars
Iram dels Pilars (àrab: إرَم ذَات ٱلْعِمَاد, Iram ḏāt al-ʿImād) és una llegendària regió i tribu del sud d'Aràbia. És esmentada per diversos historiadors junt amb altres regions i tribus desaparegudes. El nom seria el d'un ancestre epònim. Els relats estan impregnats de fets llegendaris sense cap fonament. Generalment, el Wabar se situa entre al-Xihr i Sanà. Els àrabs anomenaven Wabar la part del desert del Rub al-Khali al nord de Mahra. La possible ciutat de Wabar no pot ser localitzada a partir dels relats escrits. El 1917, Philbt va estar a al-Sayh a l'oasi d'Aflaj, on va trobar les ruïnes d'una gran edificació que la població local anomenava Qusayrat Ad (‘la petita fortalesa dels Ad’), que la tradició local considerava dependent d'un rei la capital del qual era a Wubar, més al sud, a la frontera amb l'Hadramaut. La ciutat d'Ubar, descoberta el 1992 a al-Xisar, al nord del Dhofar (oest d'Oman), que va ser objecte de gran publicitat, sembla massa petita per a ser la mítica Wabar.